# Novalaise
Novalaise – miejscowość i gmina we Francji, w regionie Owernia-Rodan-Alpy, w departamencie Sabaudia.
Według danych na rok 1990 gminę zamieszkiwały 1234 osoby, a gęstość zaludnienia wynosiła 76 osób/km² (wśród 2880 gmin regionu Rodan-Alpy Novalaise plasuje się na 670. miejscu pod względem liczby ludności, natomiast pod względem powierzchni na miejscu 698.).